# Organisation Ouest Africaine de la Santé
L'Organisation Ouest Africaine de la Santé (OOAS) est une entité consacrée aux questions de santé et affiliée à la Communauté Economique des Etats de l'Afrique de l'Ouest (CEDEAO). Depuis le 03 août 2022, Dr. Melchior Athanase Joël C. AISSI est le directeur général de l'organisation.

## Histoire
La création d'une organisation de santé unique au sein de la CEDEAO a conduit à la fusion de la West African Health Organisation (WAHO) et de l'Organisation de Coordination et de Coopération pour la lutte contre les Grandes Endémies (OCCGE), donnant ainsi naissance à l'OOAS. Par le biais du protocole relatif à la création d'une Organisation Ouest-Africaine de la Santé en juillet 1987, signé à Abuja par les Chefs d'État et de Gouvernement de la CEDEAO, l'OOAS est devenue une institution spécialisée de la CEDEAO. Son siège est situé à Bobo-Dioulasso, au Burkina Faso. Depuis sa création, l'OOAS s'est engagée à renforcer la collaboration régionale en matière de santé, à faciliter les échanges d'informations et de bonnes pratiques, ainsi qu'à coordonner les efforts des États membres pour faire face aux problèmes de santé communs,,.
Sa création a été officialisée par le protocole A/P2/7/87 du 9 juillet 1987, signé à Abuja par les Chefs d'Etat et de Gouvernement. Le siège de l'OOAS est situé à Bobo-Dioulasso, au Burkina Faso,,,,,. À sa tête depuis le 03 août 2022, Dr. Melchior Athanase Joël C. AISSI en tant que directeur général.

## Objectifs
L'OOAS a pour objectif général de contribuer, aux côtés des autres institutions de la CEDEAO, à la réalisation de l'idéal de création d'une Union Économique de l'Afrique de l'Ouest, conformément à l'article 3 du Traité révisé de la CEDEAO. Plus spécifiquement, les principaux objectifs de l'OOAS, tels qu'énoncés dans son protocole de création, sont les suivants ,,,,,,,,,,,,,,,,,,,,,,,:
- promouvoir la recherche sur les principales maladies endémiques de la région et entreprendre des activités visant à lutter contre ces maladies et à les éradiquer;
- favoriser la formation de spécialistes en médecine et de personnel paramédical, et le cas échéant, parrainer également la formation des futurs diplômés en médecine;
- collecter et diffuser des informations techniques, épidémiologiques, ainsi que des informations liées à la recherche, à la formation et à d'autres aspects du secteur de la santé dans les États membres;
- contribuer à l'établissement de centres d'information technique dans les États membres;
- promouvoir et harmoniser la création de laboratoires de production de vaccins, de fabrication de médicaments et de contrôle de la qualité dans la région;
- encourager la coopération dans la lutte contre la dépendance et l'abus de drogues dans la région;
- favoriser les échanges de personnel et de technologies sanitaires entre les États membres;
- fournir des avis aux États membres, à leur demande, sur tous les aspects sanitaires des projets de développement;
- apporter une assistance active aux États membres pour les aider à résoudre les problèmes sanitaires en cas de besoin;
- accorder une assistance active aux États membres en cas d'urgence liée à des catastrophes naturelles;
- collaborer avec les organisations sous-régionales, régionales et internationales afin de résoudre les problèmes de santé de la région;
- promouvoir la coopération entre les groupes scientifiques et professionnels contribuant à la promotion de la santé;
- proposer des conventions, des accords et des réglementations, et formuler des recommandations sur les questions sanitaires régionales, ainsi que remplir les tâches confiées à l'Organisation dans ce domaine.

## Structures
L'OOAS dispose de: 

### Organes de décision
Pour mettre en œuvre sa mission, l'OOAS dispose des organes de décision suivants:
- la Conférence des Chefs d'État et de Gouvernement de la CEDEAO, qui constitue l'instance suprême de décision;
- le Conseil des Ministres de la CEDEAO, qui rassemble les ministres chargés des questions d'intégration régionale, des Finances et du Plan. Cet organe prépare les décisions qui seront soumises à l'approbation de la Conférence;
- l'Assemblée des Ministres de la Santé, qui regroupe les quinze (15) Ministres de la Santé. Cette instance est responsable des questions de santé sur le plan technique.

### Organes de fonctionnnement
Sous la supervision de la Conférence des Chefs d'État et de Gouvernement ainsi que du Conseil des ministres de la CEDEAO, l'OOAS dispose d'organes spécifiques pour son fonctionnement:
- l'Assemblée des ministres de la Santé: Elle est composée des ministres de la Santé des États membres et se réunit une fois par an avant la Conférence des Chefs d'État et de Gouvernement. L'Assemblée formule des recommandations aux États membres sur toutes les questions relevant du domaine de compétence de l'organisation;

- le Comité des experts: Composé d'experts accompagnés de conseillers, ce comité assiste l'Assemblée dans les principaux domaines d'activité de l'Organisation de la Santé et fait des recommandations appropriées à l'Assemblée. Il se réunit une fois par an en session ordinaire et en session extraordinaire en cas de besoin;

- la Direction générale de l'Organisation de la santé: Placée sous l'autorité d'un Directeur général nommé par le Conseil des ministres de la CEDEAO sur recommandation de l'Assemblée des ministres de la Santé, cette direction joue un rôle clé. Le Directeur général est responsable des affaires techniques, administratives et financières. Il est également le Secrétaire de l'Assemblée, de tous les comités de l'Organisation de la santé et des conférences convoquées par ceux-ci. Chargé de la gestion quotidienne de l'organisation, le directeur général met en œuvre les directives, décisions et instructions de l'Assemblée, du Conseil et de la Conférence en matière de santé. Son mandat est de quatre ans, renouvelable une seule fois.

## Projets et réalisations
L'OOAS a mis en œuvre divers projets et initiatives pour améliorer la santé en Afrique de l'Ouest. Cela inclut des programmes de renforcement des systèmes de santé, des campagnes de vaccination, des projets de prévention des maladies, des activités de recherche et de formation, ainsi que des actions d'urgence en réponse aux crises sanitaires. Parmi les réalisations notables de l'OOAS, on peut citer la coordination des efforts de lutte contre la pandémie de COVID-19 dans la région ouest-africaine, la mise en place d'un système régional de surveillance épidémiologique, la promotion de l'accès aux médicaments essentiels, ainsi que le renforcement des capacités des professionnels de la santé,,,.

## Pays membres
Les pays membres de l’OOAS sont les mêmes que ceux de la Communauté Economique des Etats de l’Afrique de l’Ouest (CEDEAO). Ils comprennent: Bénin, Burkina Faso, Cap-Vert, Côte d’Ivoire, Gambie, Ghana, Guinée, Guinée Bissau, Libéria, Mali, Niger, Nigéria, Sénégal, Sierra Léone et Togo.